# Prljavi Romeo
Prljavi Romeo je srpska rok i hard rok grupa. Grupu čine: Stevo Rađenović (vokal) (gitara), Boško Oluić (bas), Srdjan Rađenović (bubnjevi)

## Istorija
Prljavi Romeo je bend iz Apatina koji postoji od 2008 godine i nastao je kao frakcija Apatinskog benda Antologija,odnosno Bubnjar Srđan Rađenović i basista Stevo Rađenović (koji inace nastavlja rad kao gitarista),posle prekida rada sa Antologijom formiraju bend "Change" koji radi autorski program u periodu od 2008 do 2011 uz Pevačicu Milicu Đapić,gitaristu Borisa Gnjatovića i basistu Boška Oluića.Bend u tom periodu Belezi velike uspehe Finale Zajecarske gitarijade 2008 godine izdaje kompilaciju sa vojvodjanskim bendovima pod nazivom "KOMPILACIJA MLADOSTI vol.1"!U periodu rada sa bendom Change dolazi do krize u bendu u 2011 godini te napuštaju bend Milica Đapić i Boris Gnjatović,na njihovo mesto dolazi klavijaturista Goran Goretić i od 2011 do 2012-te godine bend izdaje izdanje Specijal sa 12 pesama,pored toga izdaje kompilaciju sa pesmom "Moj dzep je dobio rak" sa osam velikih Evropskih bendova.Posle 2012 godine Bend Change otvara studio "Change" klavijaturista Goran Goretić napusta bend tada i dolazi do promene naziva benda u ime Prljavi Romeo i svo snimanje i rad na autorskim pesmama snima u Studiu "Change".Prljavi Romeo u periodu od decembra 2012 do decembra 2013 pravi svoj Album prvenac u izdanju ONE RECORDS izdavačke kuće iz Beograda pod nazivom "SEĆANJA" Album krasi devet pesama sa Hevy'ROCK zvukom i poučnim ljubavnim tekstovima sa dubinom emocija.Pocetkom 2014. godine bend napusta gitarista Dusan Kljaic,pa bend nastavlja rad kao trojka. 2015. godine zapocinjemo rad na drugom albumu snimajuci novu verziju pesme "Moj Dzep Je Dobio Rak" , koju smo objavili u aprilu, a zatim i pesmu "Igra" koju smo objavili u septembru 2015. godine.U martu 2016. godine objavljujemo novu pesmu i spot "Svojim Putem Vodjen" po kojoj ce se i zvati nas novi album koji planiramo objaviti do kraja 2017. godine. Krajem septembra objavljujemo novu pesmu pod nazivom ”Cekali na nas” koja je jako dobro prihvacena i na vise radio stanica je izabrana za hit dana. Krajem februara 2017. objavljujemo poslednju pesmu kao najavu za drugi album koja se zove "Dom u Srcu", tu pesmu smo posvetili svim ljudima koji su morali da napuste svoje domove. U septembru 2017.  bend odlucuje da se pojaca novim clanom, i na mesto vokala pored Steve Radjenovica dolazi Ilija Zobenica. Tada snimamo par obrada sa Ilijom, a zatim i jos dve nove autorske pesme koje ce se takodje naci na drugom albumu Prljavog Romea. Drugi album izdat je u oktobru 2018. godine za izdavacku kucu iz Zemuna RNR records. U 2019. godini bend napušta Ilija Zobenica, te za mikrofonom je i dalje Stevo Rađenović, gde je krajem 2019. počeo i rad benda na trećem studijskom albumu, kao i na prvom i drugom albumu i dalje frontmen će biti Stevo Rađenović za vokalom i gitarom.

## Diskografija

### Студијски албуми
1. 2008. Kompilacija Mladosti (Slobodno izdanje)
2. 2011. Kompilacija Brutalnih Dobronamernika (Nocturne Magazin)
3. 2012. Specijal 08091011 (Specijalno izdanje)
4. 2013. Sećanja (ONE RECORDS Beograd)
5. 2018. Svojim putem vodjen (RnR RECORDS Zemun)

### ALBUM "SECANJA 2013"
1. Amajlija
2. Sećanje
3. Istina
4. Kraj
5. Ledena
6. Vetar u Kosi
7. Disko Mama
8. Geto
9. Sam

### ALBUM "Svojim putem vodjen 2018"
1. Mogla si da budes mi sve
2. Svojim putem vodjen
3. Cekali na nas
4. Pismo Juliji
5. Bajkeri
6. Moj dzep je dobio rak
7. Dom u srcu
8. Igra
9. Nebo zna
10. Strah

## Spoljašnje veze
- Veb lokacija